# Megachile varipes
Megachile varipes là một loài Hymenoptera trong họ Megachilidae. Loài này được Vachal mô tả khoa học năm 1908.